# Chrysler Voyager

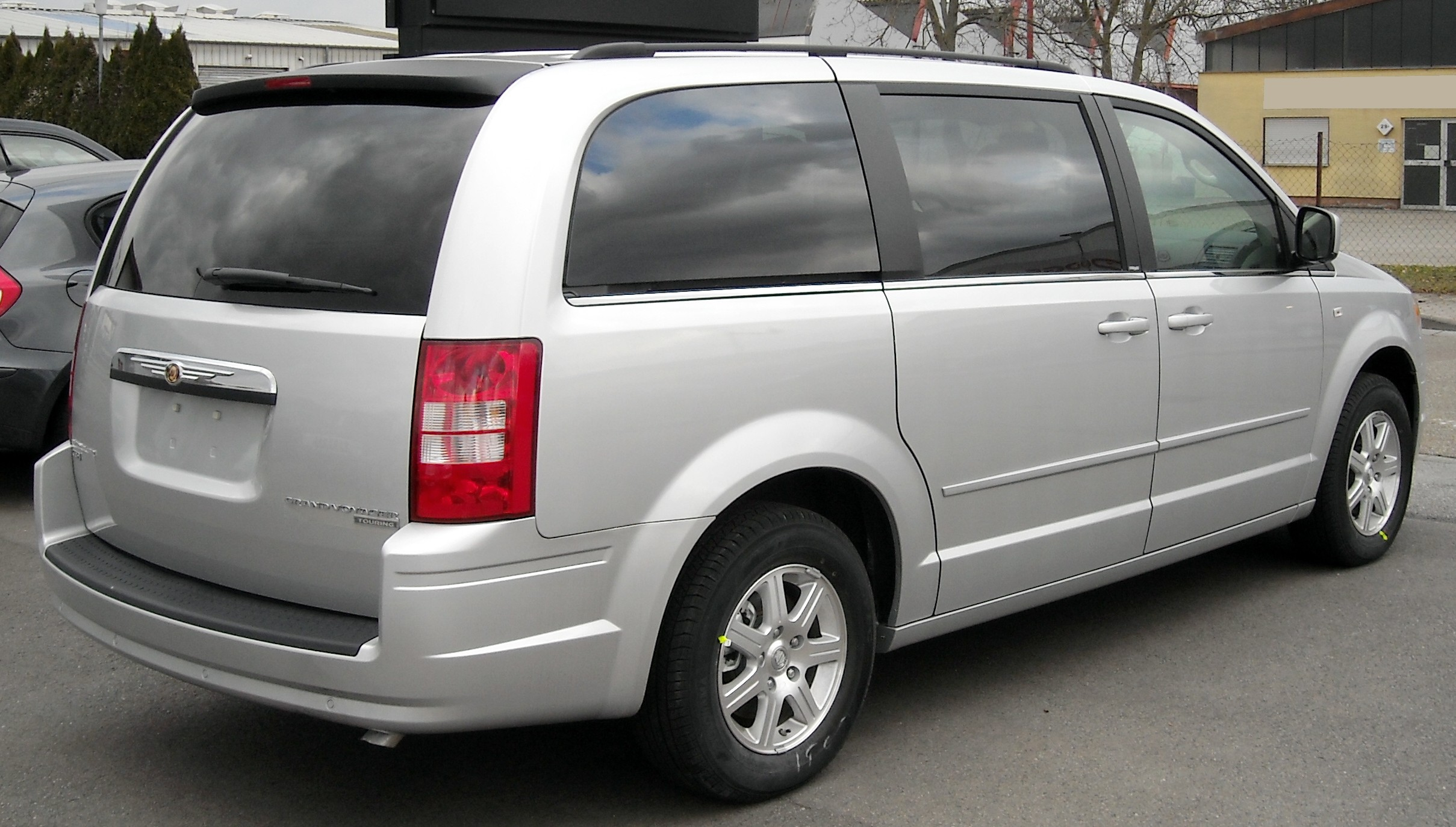
Chrysler Grand Voyager.

Chrysler Voyager (även kallad Plymouth Voyager, Dodge Caravan och Chrysler Town & Country) är en minibuss/Multi Purpose Vehicle (MPV) som sedan 1984 tillverkas av Chrysler Corporation i olika utföranden. Initialt var dess huvudkonkurrent Renault Espace och det råder en viss rivalitet mellan de två tillverkarna angående vem som var först med MPV-modeller, då de nästan lanserades samtidigt. Första generationen tillverkades mellan 1984 och 1990, den andra ("AS/ES") tillverkades mellan 1991 och 1995. Tredje generationen ("NS/GS") lanserades i och med 1996 års modell och tillverkades fram till hösten 2000. Generation IV ("RS/RG") lanserades 2001, tillverkningen av denna upphörde under 2007 och ersattes av generation V som har den interna modellkoden "RT".
Från generation V tillverkades Grand Voyager i Österrike medan varianterna Town & Country och Dodge Caravan tillverkades i Kanada och USA. Efter att Daimler lade ner USA-fabriken i St. Lewis Assembly Plant, som tillverkade den kortare modellen, och samarbetet upphörde med Daimler och Magna Steyr, tillverkas alla Dodge Grand Caravan och Chrysler Grand Town and Country enbart i Windsorfabriken i Ontario, Kanada. Nu finns motoralternativen 3,3 V6 och 3,8 V6 bensin samt Fiats dieselmotorer[källa behövs].
Konkurrenterna Chevrolet Trans Sport och Ford Windstar/Freestar gick ur produktion 2003 respektive 2007, men de 7-sitsiga konkurrenterna Kia Carnival och Renault Grand Espace finns kvar som storleksmässigt något mindre alternativ.
Chrysler Voyager är Chryslers mest framgångsrika modell i senare års modellprogram.
Till följd av Fiats köp av Chrysler såldes Voyager i Europa under 2011 till 2015 som Lancia Voyager, förutom i Storbritannien där de marknadsfördes under namnet Chrysler. Det är i princip samma bil. 2017 presenterade Fiat Chrysler Automobiles efterföljaren till den storsäljande familjebussen Voyager. Modellen, som nu heter Chrysler Pacifica i USA, byggs på en helt ny plattform men kommer inte att säljas i Europa. Chrysler Pacifica kommer även att erbjudas som plug-in hybrid för USA.

## Varianter
- Chrysler Voyager - Kort version. Fanns till och med 2007 års modell.

- Chrysler Grand Voyager - Lång version med längre hjulbas och större bagageutrymme.

Sedan årsmodell 2005 av Grand Voyager är det möjligt att beställa Stow n' go - ett stolsystem som innebär att stolarna enkelt fälls ner i golvet då de inte används. Detta är bra om man snabbt vill ha ökat lastutrymme utan att behöva lyfta ur de tunga stolarna, likaså om man fällt ner stolarna och behöver ta upp fler passagerare så kan systemet vara smidigt att använda. Liknande stolsystem finns hos bland annat Opel Zafira. Även Swivel 'n Go finns nu som tillval och innebär att stolarna i den mittre raden kan snurras 180° samt att ett bord kan monteras mellan 2:a och 3:e stolsraden.

## Tidigare modeller
1996 kom modellen som kallas NS/GS med en modernare, lite rundare kaross. Den hade i de flesta fall två stolar fram, två stolar i mitten och en 3-sitssoffa bak. Vissa modeller hade en 2-sitssoffa i mittenpositionen i stället för stolarna. Exklusiva modellen LX kunde beställas med sex stolar i skinn vilket gav bättre sittkomfort men "bara" sex sittplatser. 3-sitssoffan är utrustad med midjebälte i mittpositionen medan de två ytterplatserna utnyttjar trepunktsbältena som är monterade i väggen. Det är möjligt att ta ut stolarna i mittenpositionen och flytta fram 3-sitssoffan dit för att skapa en 5-sitsig bil med enormt lastutrymme, men det går inte att flytta stolarna till den bakre positionen eftersom hjulhusen då tar emot armstöden vilket omöjliggör montering.
1996-2000 års modeller finns i varianterna 2,0 Family (endast import?), 2,4 SE, 3,3 LE, 3,3 LX och 3,8 LX AWD. 2,0 och 2,4-litersmotorn är kombinerad med en manuell 5-växlad växellåda medan de andra motoralternativen är automatväxlade.
Med den nya modellen 2001 kom även dieselmotorer som alternativ, först 2,5 CRD med manuell 5-växlad växellåda och från 2004 även med 2,8 CRD med automatlåda. Från 2001 hade samtliga sittplatser 3-punktsbälte. Även belysningen förbättrades genom att bilen försågs med större strålkastare vilket var helt nödvändigt med tanke på det svaga ljuset på 1996-2000 års Voyagers.